# 大学院

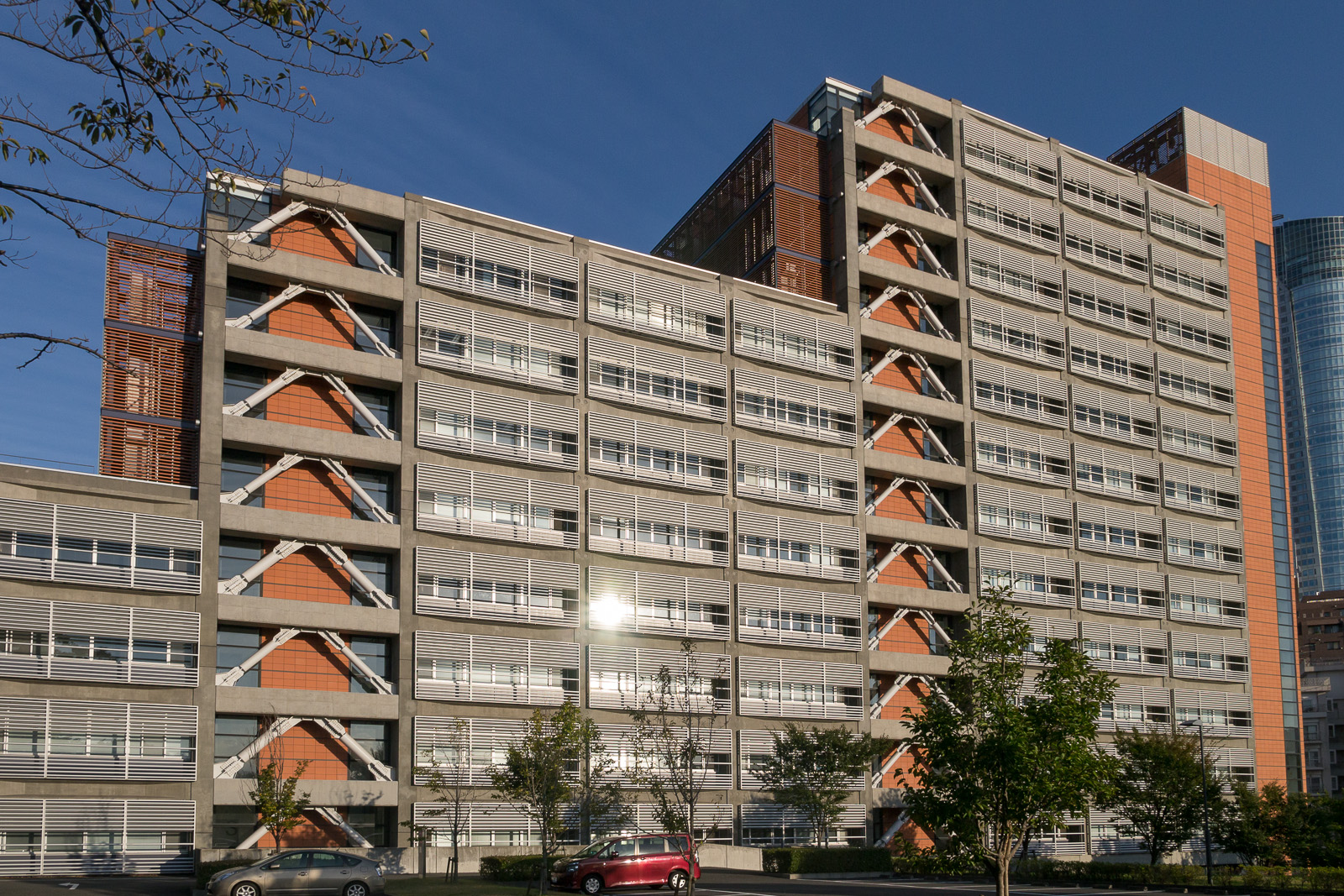
政策研究大学院大学（東京都港区）

大学院（だいがくいん、英: Graduate school）とは、学問の理論と応用について研究するとともに、主として学士の学位を取得した者を対象として教育を行い、上級学位（修士、専門職学位、博士）を付与する高等教育機関である。国際標準教育分類（ISCED2011）ではレベル7と8に分類される。「修士課程（博士前期課程）」「専門職学位課程」「博士課程（博士後期課程）」がある。大学院のうち、特に専門職学位の授与を目的とする大学院を専門職大学院という。

## 概要
大学院には「修士課程（博士前期課程、Master's course）」「専門職学位課程(Professional course)」「博士課程（博士後期課程、Doctor's course）」があり、各課程を修了し、かつ所定の基準を満たした場合に、修士、専門職学位、博士の学位が授与される。
アメリカ合衆国やカナダにおいては学部レベルの部局とは別に大学院レベルの教育を行う部局として"graduate school"が設置されている大学が多い。一方で多くの英語圏諸国（イギリス、オーストラリア、カナダ、アイルランド、インド、バングラデシュ、ニュージーランド）では各専門部局において学部教育と"postgraduate education"と呼ばれる大学院教育が同時に行われている。
大学院に通う学生を、アメリカ英語とイギリス英語では"graduate students"と呼ぶ。またイギリス英語では"postgraduate students"、"postgraduates"、"postgrads"と呼ばれることがある。日本では大学院生などと呼ばれる。
上級学位をとるための制度は国によって多少異なる。日本やアメリカなど多くの国では大学院に学生として所属し、必要な履修受講をした講義の単位を修得した上で論文を書き、学位を取得するのが通常である。一方で、ドイツなどでは博士取得を目指す者は、教員に指導を受けるとしても、学生となるとは限らない。日本においても、学生として大学に所属せずに論文を書き、大学に提出して審査を経て博士の学位を取得する論文博士の制度が残されている。
また、大学院は教育だけでなく、大学における研究活動を行う機関である。研究及びこれを通じた高度な人材の育成に重点を置き、世界で激しい学術の競争を続けてきている大学グループとして、RU11がある。RU11の構成大学は、北海道大学、東北大学、東京大学、早稲田大学、慶應義塾大学、名古屋大学、京都大学、大阪大学、九州大学、筑波大学、東京工業大学の11大学である。
政府の統計によると、文系理系の合算データでは40歳代以上で年収700万円以上の労働者の比率は大学の学部出身者で30%、大学院出身者で50%以上である。

## 歴史
1876年、アメリカ合衆国のジョンズ・ホプキンス大学に世界で初めて「大学院」が設置された。
日本では、1880年（明治13年）に東京大学の法・文・理の3学部に設置された「学士研究科」が大学院の起源とされる。1886年（明治19年）の帝国大学令により、帝国大学は「分科大学」（後の学部）と「大学院」とで構成されると規定され、各帝国大学に大学院が設置されていくことになる。また、1887年（明治20年）の学位令により、博士号の授与が行われるようになった。1918年（大正7年）の大学令により、帝国大学以外にも大学が設置可能となった。だが帝国大学が学部と「大学院」とで構成されるのに対し、帝国大学以外の大学は学部と「研究科」で構成されることになり、「大学院」の設置は認められなかった。
太平洋戦争後に新制大学になって、大学院の設置が旧帝国大学以外でも可能になった。1947年（昭和22年）制定の学校教育法は第62条および第65条～第68条等で大学院について規定している。
1974年（昭和49年）には文部省令として大学院設置基準が定められた。
1991年に文部科学省の大学審議会が、大学院の量的整備の緩和を答申した。それまで研究者養成機関と考えられていた大学院に、高度職業人を養成するための夜間大学院や専門職大学院などが加わり、院生の数が大幅に増加した。
2003年（平成15年度）に、専門職において修士課程相当の教育を行う専門職大学院の制度が作られて以降は、学部を持たず大学院を置く大学（いわゆる大学院大学）も増加した。

## 日本
日本では、大学の学部課程の上に設けられ、学術の理論および応用を教育研究し、文化の進展に寄与することを目的とするものである（学校教育法（以下「法」）第99条）。
大学院は法第102条に基づき、下記のいずれかに該当する者が対象となる。
- 大学の学部を卒業した者。
- 文部科学大臣（以下「大臣」）の定めるところにより、上記と同等以上の学力があると認められた者。具体的には学校教育法施行規則第155条に基づき、下記のいずれかに該当する者。[11]

１．法第104条第7項の規定により、独立行政法人大学改革支援・学位授与機構から学士の学位を授与された者。
２．外国において、学校教育における16年の課程（以下「16年の課程」）を修了した者。
３．外国の学校が行う通信教育における授業科目を我が国において履修することにより、16年の課程を修了した者。
４．我が国において、外国の大学の課程を有するものとして、当該外国の学校教育制度において位置づけられた教育施設であって、大臣が別に指定するものの当該課程を修了した者。
４の２．外国の大学その他の外国の学校において、修業年限が3年以上である課程を修了することにより、学士の学位に相当する学位を授与された者。
５．専修学校の専門課程（専門学校）で、大臣が別に指定するものを大臣が定める日以後に修了した者。
６．大臣の指定した者。
７．法第102条第2項の規定により大学院に入学した者であって、当該者をその後に入学させる大学院において、大学院における教育を受けるにふさわしい学力があると認めた者。
８．大学院において、個別の入学資格審査により大学を卒業した者と同等以上の学力があると認めた者で、22歳に達した者。
大学院には、博士前期課程、博士後期課程、一貫制博士課程、後期3年博士課程、4年制博士課程、修士課程、専門職学位課程などと通称される多数の課程がある。
| 課程            | 修士課程 | 博士課程 | 専門職学位課程                                                               |
| --------------- | --- | --- | ---------------------------------------------------------------------------- |
| 概要            | 広い視野に立って精深な学識を授け、専攻分野における研究能力又はこれに加えて高度の専門性が求められる職業を担うための卓越した能力を培うこと。 | 専攻分野について、研究者として自立して研究活動を行うこと。又、その他の高度に専門的な業務に従事するに必要な高度の研究能力及びその基礎となる豊かな学識を養うこと。 | 高度の専門性が求められる職業を担うための深い学識及び卓越した能力を培うこと。 |
| 付与される 学位 | 修士 | 博士 | 専門職学位                                                                   |

大学の中に学部と研究科が置かれており、大学院では専攻分野の大きな括りを「研究科」、研究科の分野を細分したものを「専攻」と呼んでいる。ただし、2000年（平成12年）4月1日以降は異なった名称・形態の下部組織も現れた。大学院には「修士課程」「博士課程」「専門職学位課程」がある。更に細分化された課程が置かれている場合もある。
大学院に進学するためには、一般的には大学の学部を卒業するか、大学改革支援・学位授与機構より授与されるかして学士の学位を取得するか、個別の入学資格審査に合格し学部卒業と同等の学力を有すると認められる必要がある。大学院によっては、学部の卒業を経ない飛び級の制度を設けている場合もある。その後、大学院に進学し大学院の課程を修了した者は、その課程に応じて修士号、博士号、専門職学位の学位が授与される。修士号、博士号、専門職学位はAdvanced Degree（上級学位）と呼ばれる。

### 授与される学位
大学は、学位規則（昭和28年文部省令第9号）などに基づき、大学院（専門職大学院を除く）の課程を修了した者に対し、修士または博士の学位を、専門職大学院の課程を修了した者に対し専門職学位を授与する。
大学は、学位規則などに基づき、大学院（専門職大学院を除く）の課程を修了することで博士の学位を授与された者と同等以上の学力があると認める者に対し、博士の学位を授与することができる。大学院（専門職大学院を除く）の課程を修了することで授与をされる博士の学位を課程博士と呼ぶことがある。また、「大学院（専門職大学院を除く）の課程を修了することで博士の学位を授与された者」と同等以上の学力があると認められて授与される博士の学位を論文博士と呼ぶことがある。いずれも学位規則等に規定された正式な呼称ではなく、一般的には、どちらの取得方法であっても同じ博士の学位として扱われる。

### 設置基準
日本の教育制度においては、大学院は、大学に置くことができる（学校教育法第97条）、とされている。
大学院は、学術の理論及び応用を教授研究し、その深奥を究め、または高度の専門性が求められる職業を担うための深い学識及び卓越した能力を培い、文化の進展に寄与することを目的とする（学校教育法第99条第1項）。
また、大学院のうち、学術の理論および応用を教授研究し、高度の専門性が求められる職業を担うための深い学識および卓越した能力を培うことを目的とするものは、専門職大学院とされる。
大学院を置く大学には、研究科を置くことを常例とされる。研究科は、専門分野に応じて、教育研究上の目的から組織されるものである。
ただし、当該大学の教育研究上の目的を達成するため有益かつ適切である場合においては、文部科学大臣の定めるところにより、研究科以外の教育研究上の基本となる組織を置くことができる。研究科以外の教育研究上の基本となる組織を置くことができるようになったのは、2000年4月1日からである。この日に、九州大学の全ての大学院が、学生が所属する教育部として学府、教員が所属する研究部として研究院という組織を持つ大学院へと改組された。東京大学では新たに教育部として学府を、研究部として学環を持つ大学院情報学環・学際情報学府が設置された。
大学院には、二つ以上の大学が協力して教育研究を行う研究科・課程をおくことができる方式が二つある。一つ目は、連合研究科、連合大学院などと呼ばれる方式（大学院設置基準第7条）で、例えば、東京学芸大学、横浜国立大学、千葉大学、埼玉大学よりなる東京学芸大学大学院連合学校教育学研究科（教育学の博士課程）がある。その他に連合農学研究科、連合獣医学研究科、連合小児発達学研究科がある。二つ目は、共同教育課程を編成する方式（大学院設置基準第31条）で、共同大学院ともよばれ、例えば東京女子医科大学と早稲田大学による共同先端生命医科学専攻がある。なお、連合大学院では基幹となる研究科に組織を設置し、教員・学生は基幹校に所属し、基幹校の名義の学位を出す一方、共同教育課程ではすべての構成大学に組織を設置し、教員・学生はすべての構成大学に所属し、全ての構成大学の連名で学位を出すといった違いがある。
2000年代以降は、大学院において専門の教育と訓練を受けた、各分野において指導的役割を果たす、高度で専門的な職業能力を有する人材（高度専門職業人）の養成という社会的な要望から、主に社会人の経歴を有する者を教育する大学院の課程（社会人大学院などとも呼ぶ）の設置も相次いでいる。
2003年度からは、専門職大学院の制度が作られ、法曹に必要な学識及び能力を培うことを目的とする法科大学院などが作られた。専門職大学院については、学術の理論および応用を教授研究し、高度の専門性が求められる職業を担うための深い学識および卓越した能力を培うことが要求される。
大学院の設置基準としては、大学院設置基準（昭和49年文部省令第28号）などがあり、専門職大学院に関しては、加えて、専門職大学院設置基準（平成15年文部科学省令第16号）などが適用される。

#### 研究大学
文部科学省は国際競争力の向上のため「研究大学強化促進事業」を打ち出し、学部よりも大学院に重点を置いている大学を研究大学と銘打って、他の大学よりも大きな補助金を与えている。文部科学省により選出された研究大学は、北海道大学、東北大学、筑波大学、東京大学、東京工業大学、東京医科歯科大学、電気通信大学、名古屋大学、豊橋技術科学大学、京都大学、大阪大学、奈良先端科学技術大学院大学、神戸大学、広島大学、岡山大学、九州大学、熊本大学、慶應義塾大学、早稲田大学である。

#### 大学院大学

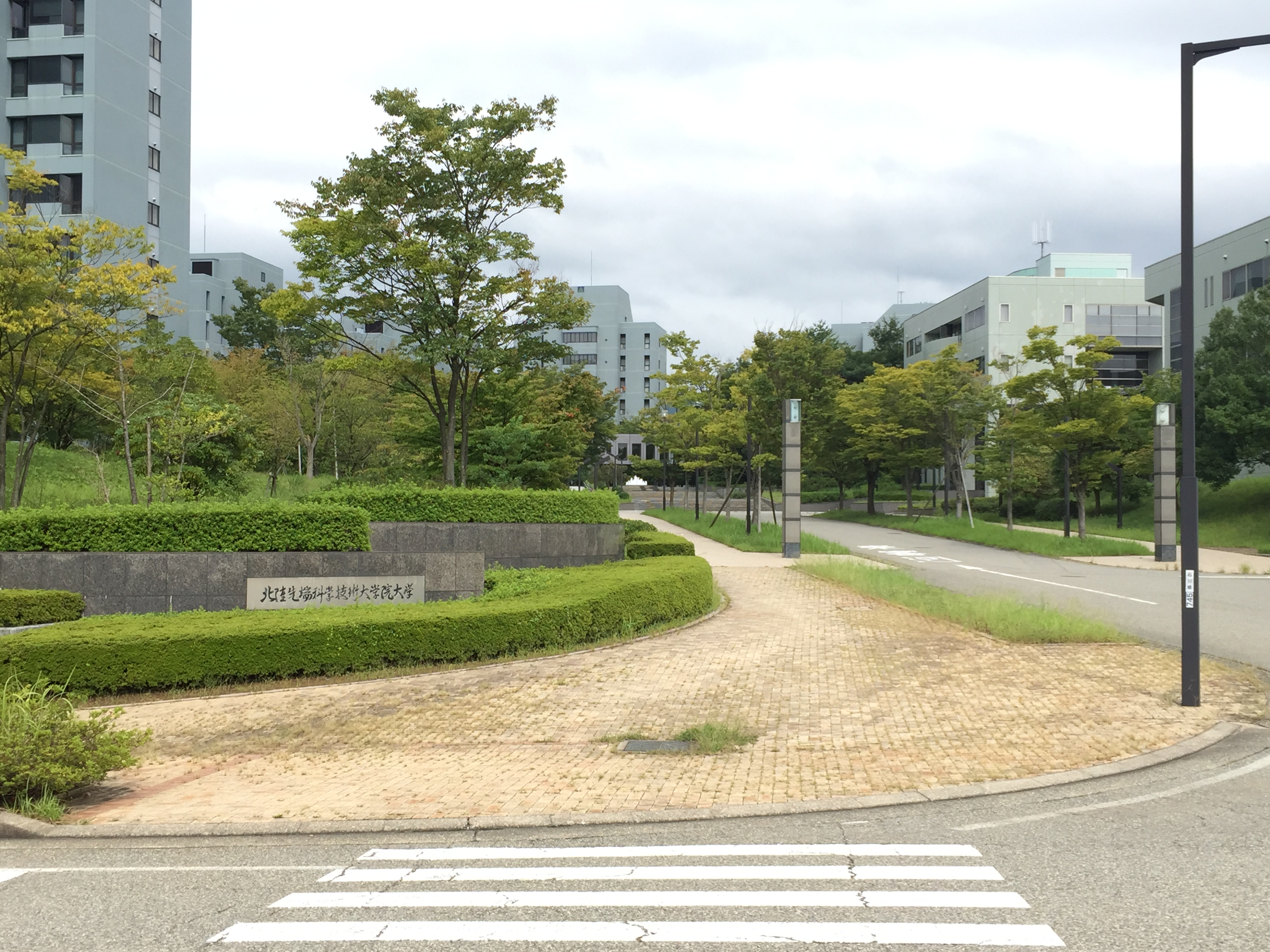
北陸先端科学技術大学院大学

日本においては、大学には学部（学部以外の教育研究上の基本となる組織を含む。以下この項で「学部等」という）を置くことを常例としている。しかし教育研究上特別の必要がある場合においては、学部等を置くことなく大学院を置くものを大学とすることができる。この大学は大学院大学（だいがくいんだいがく）などと呼ばれる。
日本初の大学院大学は1982年に財界主導で設立された国際大学である。大学院大学でない大学では、例えば工学部に対する工学研究科のように学部名と同一の名称をもつ、あるいは同一名称でなくとも直接関連する大学院を置くことが多く、これを2階建て大学院という。それに対して対応する学部を持たない大学院研究科は独立大学院あるいは独立研究科と呼ばれる。大学院大学のうち、大学以外の研究機関と協力しているものは、連携大学院（れんけいだいがくいん）などと呼ばれることもある。

### 課程
大学院には各種の課程がある。大学院設置基準（昭和49年文部省令第28号）においては、修士課程、博士課程、そして専門職学位課程（専門職大学院の課程）の3種類の課程が規定されている。専門職大学院の課程は組織上、各大学が置く大学院に専門職学位課程として置かれる。大学院を置く各大学の学則などでの運用においては、3種類の課程について細かく分けたり、合わせたりして呼称している。各大学の学則などにおける呼称としては、主に修士課程・博士前期課程、博士後期課程・後期3年博士課程、一貫制博士課程、4年制博士課程、そして専門職学位課程などがある。

#### 各種定義と用法
大学院における課程について表現するにあたってはいくつかの方法があり、方法ごとに意味が異なっている。

##### 大学院設置基準によるもの

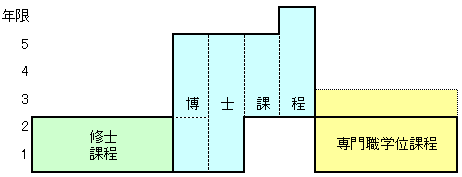

大学院設置基準に定められている大学院の課程は、「修士課程」「博士課程」、そして「専門職学位課程」の3種となっている。
- 修士課程は、学部卒業後の標準修業年限が一般に2年である課程であり[26]、修了した者には修士の学位が授与される[27]。

- 博士課程は、学部卒業後の標準修業年限が一般に5年の課程であり[28]、修了した者には博士の学位が授与される[27]。この博士課程は、さらに以下のように区分される。
  - 前期2年と後期3年に区分、または区分を設けないもの[29]
    - 前期2年前期2年と後期3年に区分するもの[注 8]。なお、前期2年の課程は修士課程とみなすことになっている[30]。
    - 区分を設けないもの[注 9]

  - 後期3年のみのもの[31][注 10]
  - 修業年限が6年の学部に接続する、医学・歯学・臨床薬学・獣医学を履修するもの（修業年限が4年の課程）[32][注 11]

- 専門職学位課程は、修了した者には文部科学大臣の定める学位[27]（専門職学位[33]）が授与される課程であり、学部卒業後の標準修業年限は一般に2年以内であるが[34]、法科大学院[注 12][35]の標準修業年限は3年[36]、教職大学院[注 13][37]の標準修業年限は2年である[38]。

##### 学則等に見られる用法

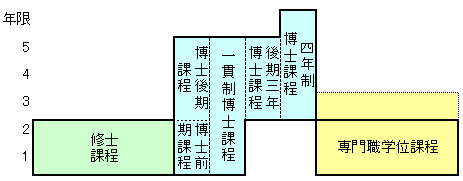

各大学によって異なるが、しばしば学則等では、「修士課程」「博士前期課程」「博士後期課程」「一貫制博士課程」「後期3年博士課程」「4年制博士課程」「専門職学位課程」などに区分する方法が見られる。
- 修士課程は、学部卒業後の修業年限を2年とし、修士の学位が授与される課程である。下記の博士後期課程が設けられていない場合に設置される。

- 博士課程は、博士の学位が授与される課程であるが、学則等では以下のように区分される。
  - 学部卒業後の修業年限を5年とする課程については、以下のように区分される。
    - 博士前期課程および博士後期課程は、学部卒業後の修業年限を前期2年と後期3年に区分する課程である。
    - 一貫制博士課程は、上記と異なり前期2年と後期3年に区分しない5年一貫制の課程である。

  - 後期3年博士課程は、後期3年のみの課程である。
  - 4年制博士課程は、修業年限が6年の学部に接続する、医学・歯学・臨床薬学・獣医学を履修するもの（修業年限が4年の課程）である。

- 専門職学位課程は、修了した者には専門職学位が授与されるという専門職大学院の課程である。

##### 俗な用法

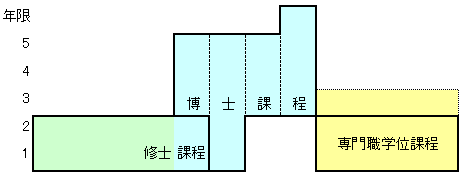

俗な用法においては、学則等で用いられる「修士課程」と「博士前期課程」について単に「修士課程」と呼び、学則等で用いられる「博士後期課程」「一貫制博士課程」「後期3年博士課程」「4年制博士課程」を「博士課程」と呼ぶ表現も見られる。なお、学則で博士前期課程を修士課程と呼ぶと正式に定めている場合もある。

#### 教育内容
日本では、一般的には、修士の学位や専門職学位を授与された後に、後期3年の博士課程に進学できるようになっている形態が多い。しかし、一貫制博士課程を設けて修士水準から博士水準までの一貫教育を行う大学院もある。
修士課程・博士前期課程、専門職学位課程では、一般的に2年以上在学して要件を満たすことで学位の授与を受けることができる。授与される学位は、修士課程・博士前期課程では「修士の学位」、専門職学位課程では「専門職学位」である。
「修士の学位」または「専門職学位」の授与を受けた後に、博士後期課程・後期3年博士課程で3年在学して要件を満たせば博士の学位の授与を受けることができる。また、「修士の学位」または「専門職学位」の授与を受けていなくても、一貫制博士課程で5年在学して要件を満たしても「博士の学位」の授与を受けることができる。
なお、以下の課程の分類においては、#学則等に見られる用法を用いた。

#### 修士課程・博士前期課程
博士前期課程、修士課程は、「広い視野に立って精深な学識を授け、専攻分野における研究能力又はこれに加えて高度の専門性が求められる職業を担うための卓越した能力を培うこと」を目的としている。学部を卒業した者などが入学者選考試験を経て、合格したものが入学できる。標準修業年限は2年。ただし、在学中に特に優れた成果を挙げたものは修業年限を短縮できる学校もある。修了するためには、規定の単位を取得し、研究指導を受け、各大学院による修士論文審査と試験に合格することが必要である。修士論文審査は、課程によっては、研究成果の審査（つまり修士論文を作成しなくてもよい）であることもある。修了すると修士の学位が授与される。

#### 博士後期課程・後期3年博士課程
博士後期課程・後期3年博士課程は、「専攻分野について、研究者として自立して研究活動を行い、又はその他の高度に専門的な業務に従事するに必要な高度の研究能力及びその基礎となる豊かな学識を養うこと」を目的としている。修士の学位や専門職学位を授与された者などが入学者選考試験を経て、合格した者が入学できる。標準修業年限は3年。ただし、在学中に特に優れた成果を挙げたものは標準修業年限を短縮できる学校もある。修了するためには、規定の単位を取得し、研究指導を受け、各大学院による博士論文審査と試験に合格することが必要である。修了すると博士の学位が授与される。（「課程博士・論文博士」も参照）
標準修業年限は3年であるが諸外国と同様、業績を得るためにそれ以上の年限在学する者も珍しくはない。そのため、経済的・将来性の面から断念（中途退学）する者が比較的多いのが博士課程の特徴である。また、修業年限以上在学したものの論文審査に合格できずに中退した者は単位取得退学、満期退学と呼ばれる。従来は、退学の場合でも研究業績によっては大学、国の研究機関等で正規の研究員として職を得ている者も少なくなかった。しかし、現在では、研究機関に職を得る時の応募条件として、博士の取得が条件となっていることが多い。

#### 一貫制博士課程
一貫制博士課程は、前期2年および後期3年の課程の区分を設けない課程であり、「専攻分野について、研究者として自立して研究活動を行い、又はその他の高度に専門的な業務に従事するに必要な高度の研究能力及びその基礎となる豊かな学識を養うこと」（大学院設置基準の1989年（平成元年）改正）を目的として一貫して教育を行う。この課程は、学部を卒業した者などが入学者選考を経て、合格した者が入学できる。修了するためには、規定の単位を取得し、研究指導を受け、各大学院による博士論文審査と試験に合格することが必要である。修業年限は5年。ただし、在学中に特に優れた成果を挙げたものは修業年限を短縮できる学校もある。修了すると博士の学位が授与される。
一貫制博士課程に入学し、前述の博士前期課程、修士課程の修了要件を満たした場合、大学院によっては、修士の学位が授与される。

#### 卓越大学院
5年一貫制の博士課程で、民間企業や海外一流大学と連携して、世界最高水準の教育・研究を行う大学院を支援する「卓越大学院プログラム」が2018年度に導入された。

#### 4年制博士課程（後期4年制博士課程）
4年制博士課程は、標準修業年限を4年としている、医学を履修する博士課程、歯学を履修する博士課程、6年制薬学系の大学の学部に接続している薬学を履修する博士課程、獣医学を履修する博士課程である。修了すると博士の学位が授与される。目的、修了要件、授与される学位は、一貫制博士課程と同様である。
4年制博士課程に接続する学部の修業年限は6年であるため、4年制博士課程に入学できる者は、修業年限を6年とする大学の学部を卒業した者、修士の学位を授与された者、専門職学位を授与された者などである。

#### 専門職学位課程
専門職学位課程は、専門職大学院の課程であり、「高度の専門性が求められる職業を担うための深い学識及び卓越した能力を培うこと」を目的としている。大学を卒業した者などが入学できるが、通例として入学者選考が課され、合格したもののみが入学できる。修了するためには、規定の単位の取得その他の教育課程の履修により課程を修了することが必要である。標準修業年限は、通例2年であるが、専攻分野によっては、1年以上2年未満である。修了すると修士（専門職）の専門職学位が付与される。
法科大学院は、法曹養成のための特別な専門職学位課程である。修了するためには、規定の単位の取得が必要である。修業年限は3年。修了すると「法務博士（専門職）」の学位が授与される。

### 夜間授業・通信教育

#### 大学院の夜間授業
主に夕刻から授業を始める大学院の課程であり、通常の研究科が夜間にも授業を行っている形態と「夜間において授業を行う研究科」（夜間研究科、夜間大学院）の形態の2種類がある。学部の夜間部（第2部）や「夜間において授業を行う学部」（夜間学部）の大学院版ともいえる。日中、仕事を持つ社会人などが、終業後に通学するなど利便性の点で、大学院の通信教育とともに注目されている。なお、修了して授与される学位は、大学院の（昼間において授業を行う）通常の課程を修了して授与されるものと同一のものである。なお、日本初の夜間大学院は1958年に開設された東京電機大学大学院工学研究科電気工学専攻である。また文科系における日本初の夜間大学院は、1990年開設の青山学院大学大学院国際マネジメント研究科である。さらに社会人を対象とする日本初の夜間大学院は1989年開設の筑波大学大学院修士課程教育研究科、経営・政策科学研究科（経営システム科学専攻）である。

#### 大学院の通信教育
通信による教育を行う大学院の課程であり、大学通信教育を大学院で行うものである。「印刷教材等による授業」（印刷授業）、「面接授業」などの授業や、研究指導を経て学位が授与される。
修士課程・博士前期課程では、放送大学大学院、明星大学大学院、東北福祉大学大学院、名古屋学院大学大学院、帝京平成大学大学院、中京大学大学院、吉備国際大学大学院、倉敷芸術科学大学大学院、人間総合科学大学大学院、桜美林大学大学院、東京福祉大学大学院、高野山大学大学院、東亜大学大学院、京都造形芸術大学大学院、京都産業大学大学院などがある。
また、博士後期課程には、放送大学大学院、明星大学大学院、佛教大学大学院、聖徳大学大学院、日本福祉大学大学院、九州保健福祉大学大学院などがある。

### 学位の取得について
これまでの大学院教育では、学位の修得が即ち修了資格と不可分の関係にあり、修了するということは学位の修得を意味していた。
また、その学位の修得状況については修士の学位についてはともかく、一般に日本国内における人文科学、社会科学分野の博士号については、課程期間内で取得するのが困難で、単位取得満期退学で教職に就き、その後研究を積み重ね、定年近くになって名誉称号的に授与されるのが慣例になっていた。しかしながら近年、日本の慣例を嫌う留学生が日本への留学を回避したり、あるいは日本の大学の学生が海外の大学院へ流出したりするという状況が問題とされた。文部科学省が博士課程の本来の趣旨に従うよう指導を行うなど、現在では、諸外国や理系分野並に人文・社会系であっても博士課程在学中の博士号の取得が可能となる状況となっている。
また、今日ではその大学院の修士課程及び専門職学位課程、または博士課程の定める学位の他に、他の大学との提携による他大学の学位修得の道が開かれている分野もあり、これをダブルディグリー・プログラムという。一方で、技術と知識の習得のみを前提とし学位の授与を行わないノンディグリー・プログラムも存在し、大学院教育の幅や選択肢は多岐に拡がりつつある。

### 国際機関
国際機関では、その機関の多くの職種において修士号以上の学歴を有することが求められる。
代表的な国際機関
国際連合、国際連合開発計画、世界銀行等。
JPO派遣制度
外務省として派遣可能な国際機関に関連する分野における大学院修士課程を修了していることが必要。

## アメリカ合衆国
アメリカの学位は日本と同じように、修士と、研究者を目指す人が取得を目指す博士とがある。実学系の専攻の場合は一般に博士課程がないことが多く、逆にその他の学術系専攻の場合は博士まで進むことが多い。修士と博士が一貫した課程も多く、その場合は修士課程と博士課程が並列して存在するか、修士課程がなくて博士課程のみが存在し、研究者を目指す人は学部卒後すぐに博士課程に入る（自然科学系や工学系に多い。この場合でも、まず修士課程を履修することを奨められる場合もある）。
修士の後に博士課程に入るか、学部卒後に博士課程に入るかのいずれが一般的かは分野による。一貫性博士課程で、途中退学する学生に修士号を授与する制度を設けているところもある。この場合、大学や分野によるがその修士号取得方法には、必要な単位数などを確保した上で主として2通りの方法がある。一つは、後述する適性試験に合格して取得する方法。もう一つは、適性試験を受験しないか不合格だった場合に修士論文を提出して審査を経て取得する方法、である。特に、博士課程の必要単位数も取得して適性試験に合格してから退学する場合は、日本でいう「博士課程単位取得退学」に相当する「All But Dissertation」あるいは「All But Thesis」と呼ばれることが多く、多くの大学で公式に認められている呼称である。また、この呼称は、在学中でも「あとは学位論文だけ」という立場の意味で用いられることがある。
博士課程では、必須クラスを履修した後、研究論文を執筆する前に適性試験（Qualifying Examination。専攻分野の知識や技能を十分に有しているかを試す試験で、ほとんどの場合筆記試験である。この試験は日本では「大学院入学試験」にほぼ相当する）を受ける。合格した者だけが、博士号候補生（Ph.D candidate）として博士課程に残ることを許される。適性試験に落ちると博士課程に籍を置けなくなるが、再受験を許されることも多い。なお､この試験は「いつまでに合格しなければならない」という規定があることが多く、その場合は期限までに合格できなくても退学になってしまう。また、例えば学部卒から博士課程に入学した学生は入学後2年以内に、修士卒から入学した学生は1年以内に合格しなければならない、というように細かい規定を定めている場合もある。
適性試験の試験内容は、専門科目の試験（一般に複数の科目に分かれており、2つ以上を要求される場合もある）と、大学や分野によってはさらに外国語やプログラミング言語の試験が課されるところもある。以前は日本語も外国語として多くの大学で採用されていたが、現在ではほとんどの大学で廃止され、フランス語、ドイツ語、ロシア語などが主流である。
外国語の試験方法は、その言語で書かれた自分の専門分野の専門書の文章を英訳する、などの方法で行われることが多いが、中には口頭による会話試験を課す大学もある。現在では、これらの外国語試験は廃止する大学が増えてきている。英語が既に学術界においての共用語としての地位を確立しており（これには冷戦の終結なども関係している）、さらに、一般的には専門科目についての学術的な成功にこれら外国語の能力はあまり影響が無い上に、専門分野において類希な才能や業績のある人でも、外国語の試験をパスできずに博士号を取得できなかったという例もあったためである。
適性試験に合格すれば学位取得のための研究を開始することを認められる。研究成果がうまく実れば、それを学会で発表し、査読付き学術雑誌に論文を投稿・掲載し、十分に研究の経験を積んだと判断されれば、学位論文としてそれらをまとめ、いよいよ博士号取得のための最後の口頭試験である「最終防衛試験（Final Defence Examination、Final Oral、Thesis Defence、など。専門の教授陣からの鋭い質問や指摘から“防御”することからこのように呼ばれる。日本での「学位論文口頭発表会」にほぼ相当する）」を受けることができる。再受験が許されることも多いものの、この試験に落ちても退学になってしまう（最終防衛試験を受けずに博士号の授与が認められる場合もある。ただし、その場合は普通、受験すれば確実に合格であると見込まれている実力・業績のある場合に限られる）。しかし、この口頭試験は大学や分野によっては、大学院での研究業績や苦労を称える儀式の場という位置付けのところもある（この場合、査読に耐え得る一定のレベル以上の研究成果を出せるかどうかが鍵となる）。また、家族や友人を招待して自分の研究成果を説明するセクションが設けられている場合もあり、その場合はそのセクションの後に、大学の教授陣を含む専門家向けの発表・口答試験を行うことになる。
試験が終われば受験者は部屋からの退室を命じられ、試験官達がすぐその場で合格か不合格かを合議する。結果が決まれば受験者は再び入室するように言われ、そこで試験の結果を伝えられる。合格すれば晴れて博士を名乗ることを許され卒業となり、合格した場合に備えて祝賀パーティーが準備されていることもある。なお、この口頭試験は大学や分野によっては、独特の雰囲気や伝統がある。
アメリカ合衆国も学位の認定は緩くなっており、かつてなら「DM」 (Doctor of Music)だったのが、「Ph.D」に格上げされるなど、意識に変化がみられる。